# Lagarde-Enval
Lagarde-Enval korábbi község Franciaországban, Corrèze megyében. 2019. január 1-jén Marc-la-Tour korábbi községgel egyesült és az így létrejött Lagarde-Marc-la-Tour új község része lett.
Lakosainak száma 834 fő (2018. január 1.). Lagarde-Enval Albussac, Forgès, Ladignac-sur-Rondelles, Marc-la-Tour és Sainte-Fortunade községekkel határos.

## Népesség
A település népességének változása:
| Lakosok száma | 797  | 814  | 837  | 827  | 834  |
|               | 2013 | 2015 | 2016 | 2017 | 2018 |